# Europese kampioenschappen parasporten 2023
De Europese kampioenschappen parasporten 2023 (Engels: European Para Championships 2023) werden van 8 tot en met 20 augustus 2023 gehouden in Rotterdam. Dit was de eerste editie van de Europese kampioenschappen parasporten, een multisportevenement dat de bestaande Europese kampioenschappen van tien parasporten om de vier jaar samenbrengt. Circa 1500 parasporters uit 45 landen werden op dit sportevenement verwacht. De openingsceremonie vond plaats op 7 augustus in Rotterdam Ahoy.

## Kalender
| Sporten           | augustus 2023 | augustus 2023 | augustus 2023 | augustus 2023 | augustus 2023 | augustus 2023 | augustus 2023 | augustus 2023 | augustus 2023 | augustus 2023 | augustus 2023 | augustus 2023 | augustus 2023 |
| Sporten           | di 8          | wo 9          | do 10         | vr 11         | za 12         | zo 13         | ma 14         | di 15         | wo 16         | do 17         | vr 18         | za 19         | zo 20         |
| ----------------- | ------------- | ------------- | ------------- | ------------- | ------------- | ------------- | ------------- | ------------- | ------------- | ------------- | ------------- | ------------- | ------------- |
| Badminton         |               |               |               |               |               |               |               | ●             | ●             | ●             | ●             | ●             |               |
| Boccia            | ●             | ●             | ●             | ●             |               |               |               |               |               |               |               |               |               |
| Goalball          |               |               | ●             | ●             | ●             |               |               |               |               |               |               |               |               |
| Judo              |               |               |               |               |               |               |               |               |               |               |               |               |               |
| Wielrennen        |               |               |               |               |               |               |               |               |               |               |               |               |               |
| Rolstoelbasketbal |               |               |               | ●             | ●             | ●             | ●             | ●             |               |               |               |               |               |
| Boogschieten      |               |               |               |               |               |               |               | ●             | ●             | ●             | ●             |               |               |
| Schietsport       |               |               |               |               |               |               |               |               |               |               |               |               |               |
| Taekwondo         |               |               |               |               |               |               |               |               |               |               |               |               |               |
| Tennis            | ●             | ●             | ●             | ●             |               |               |               |               |               |               |               |               |               |

| ● | Wedstrijd |  | Finale |

## Locaties
| Disciplines                                   | Locaties                                  |
| --------------------------------------------- | ----------------------------------------- |
| Badminton                                     | Rotterdam Ahoy                            |
| boccia voorrondes finales                     | Rotterdam Ahoy Schouwburgplein            |
| Boogschieten voorrondes finales               | Rotterdam Ahoy Kop van Zuid               |
| Goalball                                      | Rotterdam Ahoy                            |
| Judo                                          | Rotterdam Ahoy                            |
| Rolstoelbasketbal                             | Rotterdam Ahoy                            |
| Rolstoeltennis voorrondes finales             | Victoriahal Schouwburgplein               |
| Schietsport                                   | Rotterdam Ahoy                            |
| Taekwondo                                     | Rotterdam Ahoy                            |
| Wielrennen wegrit tijdrit (finish) team relay | Willem-Alexander Baan Scheepvaartkwartier |